# El Puche
El Puche es un barrio perteneciente al municipio de Almería. Se ubica al este de la ciudad, limitando con el río Andarax.

## Historia
El barrio fue edificado sobre el antiguo Cortijo del Puche, zona de huertas junto al Río Andarax. El Puche comenzó a construirse en 1970, con la intención de realojar a familias afectadas por un temporal de lluvias que destruyó viviendas en los barrios de La Chanca, Barrio Alto y el Castillo del Diezmo. Se adquirieron 21 hectáreas del antiguo cortijo para construir las viviendas. El barrio se divide en tres zonas, Puche Sur, Puche Centro y El Tranco. Las tres son arquitectónicamente diferentes y se edificaron en diferentes años. El barrio se estuvo construyendo desde 1971 hasta la terminación de la parte norte en 1982. Comenzó a habitarse en 1976. El asentamiento se diseñó para ser temporal, ya que se planeó que los residentes fueran finalmente realojados en sus casas de origen, por ello las viviendas fueron construidas con mala calidad. Finalmente dicha vuelta de sus habitantes no se realizó, quedando este barrio como un núcleo permanente. A partir del año 2004, debido al pésimo estado de múltiples viviendas, la Junta de Andalucía comenzó a construir nuevas viviendas para realojar a los habitantes del Puche Centro. La Primera Fase, constó de 124 viviendas, a las que habría que añadir otra nueva de 122, aprobada en 2018. Además de esto, se está acometiendo la rehabilitación de bloques de viviendas. Con la declaración del barrio como área de Regeneración y Renovación Urbana en 2014, se ha procedido a la rehabilitación de numerosos edificios.

## Situación social y problemática
Su creación para albergar a la población vulnerable que había perdido sus viviendas creó un foco de marginalidad. En 1991, con la creación del Catálogo de Barrios Vulnerables de Andalucía, El Puche ha estado siempre calificado con una alta vulnerabilidad. En 2017, era el único barrio de la capital con esos datos. En el 2005, la población activa era únicamente del 40%, además la población ocupada tiene un alto índice de precariedad con un 84% de contratos eventuales. El barrio carece de muchas infraestructuras y servicios, al igual que falta de zonas verdes, papeleras y contenedores, iluminación y mantenimiento. Igualmente, las edificaciones están en mal estado, ya que la mayoría no se han rehabilitado desde su construcción. La mitad de la población carece de estudios. La población es un 70% de origen magrebí y un 15% de etnia gitana. El tráfico de drogas es, junto al paro, el mayor problema que azota al barrio. El Ayuntamiento de Almería intentó revertir la situación en 2018 con un plan local de intervención en zonas desfavorecidas. Otro grave problema del barrio es la venta ilegal de viviendas, ya que estas son propiedad de la Junta de Andalucía. A pesar de ello, hay propietarios, que se las venden a terceros, causando numerosos problemas.

## Transporte urbano
Durante más de 30 años, estaba conectado con el centro con una línea de autobús que atravesaba el interior del barrio. Después de diversos actos vandálicos a lo largo de los años, en el año 2015, el ayuntamiento dejó prestar el servicio de autobús dentro del barrio, haciendo la línea 6 parada en la periferia del mismo.
|                                                                                      | Surbus Ir a la base de datos | Surbus Ir a la base de datos | Surbus Ir a la base de datos | Surbus Ir a la base de datos | Surbus Ir a la base de datos |
| Línea                                                                                | Trayecto                     | Horario 1 Laborables         | Horario 2 Sábados            | Horario 3 Festivos           | Frecuencia 1/2/3             |
| ------------------------------------------------------------------------------------ | ---------------------------- | ---------------------------- | ---------------------------- | ---------------------------- | ---------------------------- |
|                                                                                      | El Puche-Pescadería          | 7:10 a 22:20                 | 7:00 a 22:00                 | 7:40 a 22:00                 | 20´/35´/ 35´                 |
| - La frecuencia y el horario se refire a: Laborables / Sábados / Domingos y festivos |                              |                              |                              |                              |                              |